# Betegeling

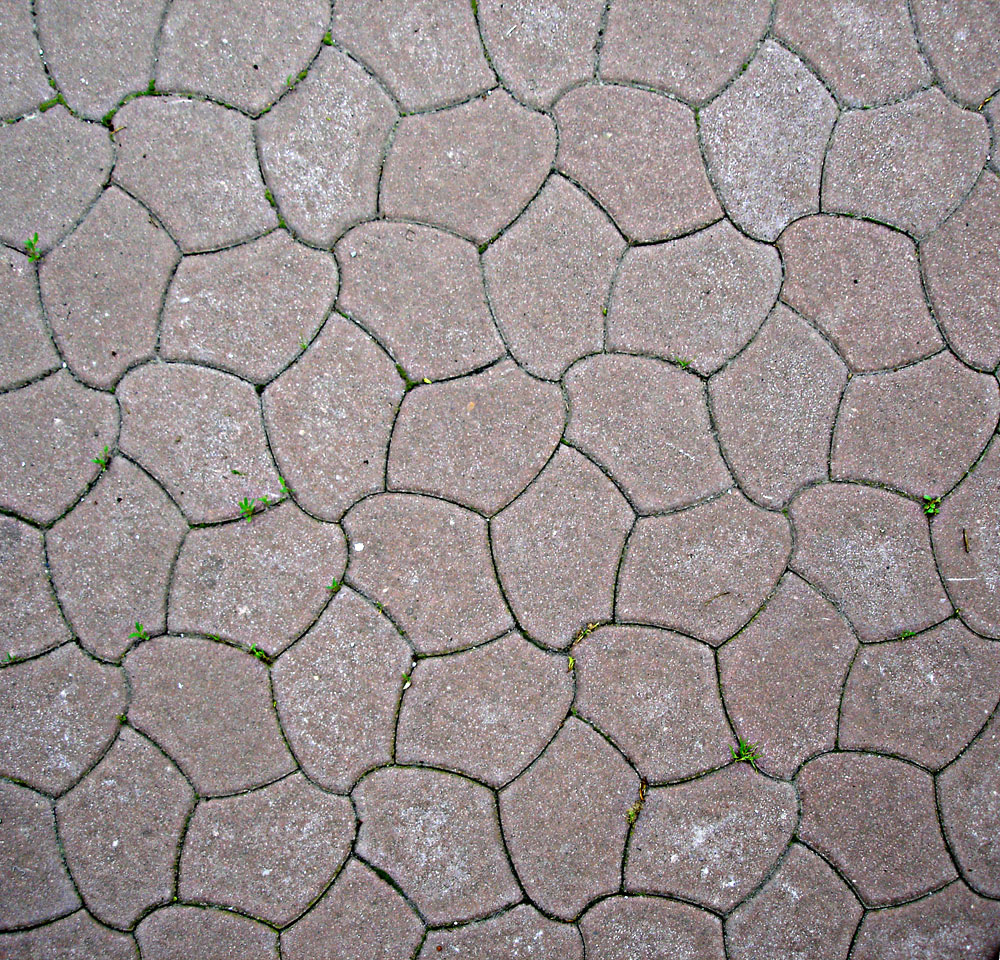
Betegelde straat

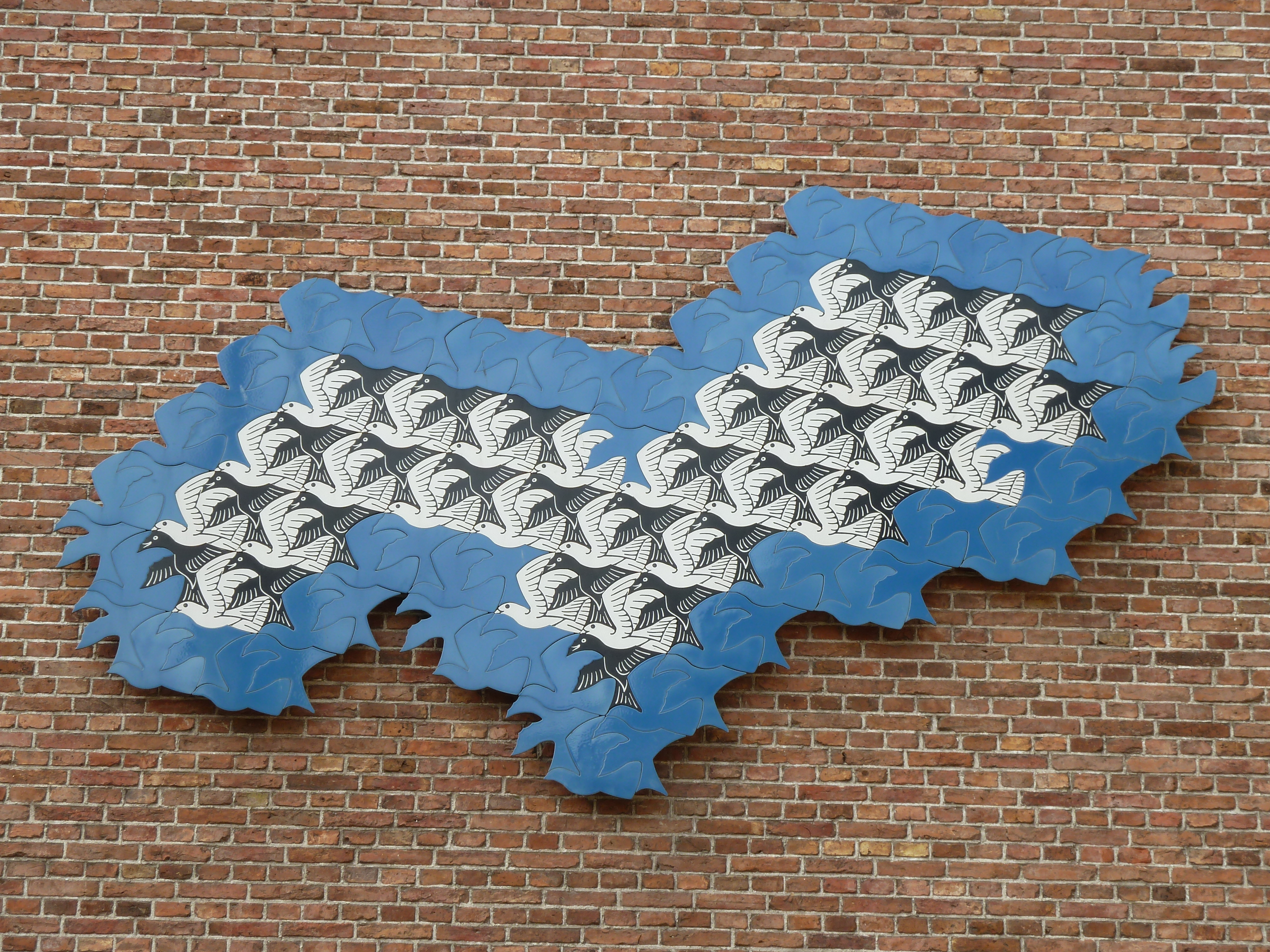
Tegeltableau van MC Escher aan de buitenmuur van keramiekmuseum Princessehof te Leeuwarden

Een betegeling of tessellatie van een vlak is een manier om dat vlak met tegels te bedekken, zodat zij overal aansluitend tegen elkaar en nergens over elkaar liggen. MC Escher maakte in zijn kunst veel gebruik van betegelingen. We zien door de hele kunstgeschiedenis, van de architectuur uit de oudheid tot in de moderne kunst, betegelingen terugkomen. Een voorbeeld van een betegeling is de regelmatige manier waarop vloertegels op een vloer zijn gelegd. Men spreekt ook van betegelingen van delen van een vlak, in meer dimensies en in een hyperbolisch vlak. 
In het Latijn was een tessella een klein kubusvormig stukje van klei, steen of glas dat werd gebruikt om mozaïeken te leggen. Tessella, van tessera, betekent 'klein vierkant' en komt van het Oudgriekse τέσσερα, dat vier betekent.
Wanneer niet anders wordt vermeld, gaat het hier om betegelingen met translatiesymmetrie.

## Twee dimensies

### Definities
Een betegeling heet regelmatig als alle veelhoeken of tegels congruent zijn.
- Een betegeling is hoekpunttransitief of isogonaal als er voor elk tweetal hoekpunten P, Q van de betegeling een isometrie bestaat die de betegeling op zichzelf afbeeldt en daarbij P op Q afbeeldt. Een nodige voorwaarde is dat in alle hoekpunten dezelfde soorten veelhoeken bij elkaar komen, in dezelfde of omgekeerde cyclische volgorde.
- Een betegeling is vlaktransitief of isohedraal als er voor elk tweetal veelhoeken V, W van de betegeling een isometrie bestaat die de betegeling op zichzelf afbeeldt en daarbij V op W afbeeldt. De isohedrale en de regelmatige betegelingen zijn hetzelfde.

Een betegeling is uniform als alle tegels uitsluitend regelmatige veelhoeken zijn en de betegeling hoekpunttransitief is. De hoekpuntconfiguratie geeft daarbij aan welke veelhoeken in een hoekpunt samenkomen, bijvoorbeeld 4.8.8 als steeds een vierkant en twee regelmatige achthoeken samenkomen. Een uniforme betegeling is halfregelmatig als deze niet regelmatig is.

### Regelmatige betegeling
Er zijn behoudens isometrie en schaling drie regelmatige betegelingen, namelijk die met de hoekpuntconfiguratie 3.3.3.3.3.3, 4.4.4.4 en 6.6.6:
|  |  |  |

De eerste en derde zijn elkaars duale, de middelpunten van de veelhoeken van de een zijn behoudens schaling en rotatie de hoekpunten van de ander, de tweede is zelfduaal. De eerste en derde hebben dezelfde symmetriegroep.
Het aantal {\displaystyle n}-hoeken die in elk hoekpunt bij elkaar komen, is
{\displaystyle {\frac {2n}{n-2}}=2+{\frac {4}{n-2}}}
Bij een regelmatige vlakvulling met regelmatige {\displaystyle n}-hoeken moet 4 dus door {\displaystyle n-2} kunnen worden gedeeld. Dat geeft voor {\displaystyle n} de mogelijkheden 3, 4 en 6.
De verhouding van het aantal hoekpunten, het aantal zijden en het aantal {\displaystyle n}-hoeken is {\displaystyle (n-2):n:2}. Dat is voor gelijkzijdige driehoeken, vierkanten en regelmatige zeshoeken 1:3:2, 1:2:1 en 2:3:1.

### Uniforme betegeling
Er bestaan elf verschillende uniforme betegelingen, waarvan er drie regelmatig zijn en acht halfregelmatig. De acht halfregelmatige betegelingen staan hieronder afgebeeld.

3.3.3.4.4
3.3.4.3.4
3.6.3.6
3.3.3.3.6 twee gespiegelde varianten
3.4.6.4
3.12.12
4.8.8
4.6.12

### Betegeling met identieke tegels
Betegelingen met identieke tegels kunnen met drie-, vier-, vijf- en zeshoeken worden gemaakt. Met alle drie- en vierhoeken kan het vlak worden gevuld. Er zijn tot nu toe vijftien convexe vijfhoeken gevonden waarmee het vlak kan worden gevuld, maar er zijn er mogelijk nog meer. Het is bewezen dat er drie soorten zeshoeken zijn waarmee het vlak kan worden gevuld, maar dat er geen veelhoeken met meer dan zes hoeken zijn, waarmee het mogelijk is.

### Behangpatroongroepen
Betegelingen met translatiesymmetrie kunnen worden gecategoriseerd door behangpatroongroepen. Hiervan bestaan er precies 17. Alle zeventien van deze patronen zijn teruggevonden in het Alhambra in Granada in Spanje. Van de drie regelmatige betegelingen vallen er twee in de categorie p6m en een in de categorie p4m.
Als een oneindige figuur uit punten verbonden door lijnstukken bestaat, dan is het aantal lijnstukken gelijk aan het aantal punten plus het aantal veelhoeken waarin het vlak wordt verdeeld. De eulerkarakteristiek van een oneindig vlak is nul.

## Drie dimensies
Het is mogelijk veelvlakken in drie dimensies zonder ruimteverlies te stapelen. Met een beperkt aantal veelvlakken, waarbij gelijkvormige veelvlakken ook congruent zijn, zijn er onder andere de volgende mogelijkheden voor een volledige ruimtevulling:
| ruimtevulling in drie dimensies'                  | ruimtevulling in drie dimensies'                                                                                       | ruimtevulling in drie dimensies' |
| nummer                                            | veelvlakken | afbeelding                       |
| ------------------------------------------------- | --- | -------------------------------- |
| regelmatige veelvlakken en archimedische lichamen | |                                  |
| 1                                                 | regelmatig achtvlak en viervlak                                                                                        |                                  |
| 2                                                 | kuboctaëder en regelmatig achtvlak                                                                                     |                                  |
| 3                                                 | kubus |                                  |
| 4                                                 | romboëdrische kuboctaëder, kubus en viervlak                                                                           |                                  |
| 5                                                 | romboëdrische kuboctaëder, kuboctaëder en kubus                                                                        |                                  |
| 6                                                 | afgeknotte octaëder |                                  |
| 7                                                 | afgeknotte tetraëder en viervlak                                                                                       |                                  |
| 8                                                 | afgeknotte octaëder, afgeknotte tetraëder en kuboctaëder                                                               |                                  |
| 9                                                 | grote rombische kuboctaëder, afgeknotte octaëder en kubus                                                              |                                  |
| 10                                                | afgeknotte kubus en regelmatig achtvlak                                                                                |                                  |
| 11                                                | afgeknotte kubus, grote rombische kuboctaëder en afgeknotte tetraëder                                                  |                                  |
| meer                                              | |                                  |
| 12                                                | rombische dodecaëder                                                                                                   |                                  |
| 13                                                | grote rombische kuboctaëder en achtprisma                                                                              |                                  |
| 14                                                | achtvlakken Deze achtvlakken zijn geen regelmatige achtvlakken.                                                        |                                  |
| 15                                                | verlengde vierkante bipiramide Deze verlengde vierkante bipiramides zijn niet gelijkvormig met het johnsonlichaam J15. |                                  |
| 16                                                | gyrobifastigium |                                  |
|                                                   | en meer, bijvoorbeeld met een samengesteld achtvlak                                                                    |                                  |

Eenheidscellen zijn in de kristallografie gedefinieerd. De vorm van de eenheidscel bepaalt de structuur van een kristal. Een eenheidscel in een kristal is de kleinst mogelijke eenheid, die wanneer die in de drie verschillende mogelijke richtingen wordt gekopieerd, de ruimte volledig vult en zo het kristal vormt. De ruimtevulling met eenheidscellen is iets anders dan de ruimtevulling, die hierboven is genoemd.

## Zonder translatiesymmetrie
De penrose-betegelingen zijn de bekendste betegelingen in twee dimensies zonder translatiesymmetrie, maar die zijn wel  rotatiesymmetrisch. Betegelingen zonder translatiesymmetrie kunnen als model voor de structuur van quasikristallen worden gebruikt. Dit werd in 1982 door D Shechtman ontdekt.

## Wetenswaardigheden
- De Tessella zijn ook een geslacht van vlinders.